# Нове (Самарівський район)
Нове́ — село в Україні, в Губиниській селищній громаді Самарівського району Дніпропетровської області. Населення за переписом 2001 року становить 312 осіб.

## Географія та транспорт
Село Нове знаходиться в 2,5 км від лівого берега річки Кільчень, за 2 км від сіл Королівка та Січкарівка.
Через село проходить автомобільна дорога Т 0413.
В селі є зупинка маршрутного таксі.

## Населення

### Мова
Розподіл населення за рідною мовою за даними перепису 2001 року:
| Мова            | Кількість | Відсоток |
| --------------- | --------- | -------- |
| українська      | 300       | 96.15%   |
| російська       | 9         | 2.89%    |
| інші/не вказали | 3         | 0.96%    |
| Усього          | 312       | 100%     |